# Прибережні дощові ліси М'янми
Прибережні дощові ліси М'янми (ідентифікатор WWF: IM0132) — індомалайський екорегіон тропічних та субтропічних вологих широколистяних лісів, розташований в прибережних районах на заході і півдні М'янми. 

## Географія
Екорегіон прибережних дощових лісів М'янми простягається вздовж узбережжя Бенгальської затоки та Андаманського моря, від річки Наф на кордоні М'янми та Бангладеш на південь до островів М'єй в регіоні Танінтаї. В штаті Ракайн регіон обмежений на сході Араканськими горами, в яких він переходить у дощові ліси Мізораму, Маніпуру та Качину. В областях Іраваді, Янгон та Баго екорегіон охоплює нижню частину басейнів Іраваді та Сітауна і простягається через внутрішні райони континенту, південніше екорегіону вологих листяних лісів басейну Іраваді та північніше екорегіону прісноводних заболочених лісів дельти Іраваді. Далі на південь екорегіон знову простягається вздовж прибережних районів М'янми, охоплюючи більшу частину штату Мон та частину області Танінтаї. На схід від нього, в горах Тенассерім, поширені напіввічнозелені дощові ліси Тенассеріму та Південного Таїланду. У деяких прибережних районах М'янми, зокрема в гирлах річок, ліси регіону переходять у бірманські мангри.

## Клімат
В межах екорегіону переважає мусонний клімат (Am за класифікацією кліматів Кеппена). Середньорічна кількість опадів перевищує 4000 мм, більшість з яких випадає з червня по серпень, коли з Бенгальської затоки дмуть південно-західні мусони. Середньорічна температура становить близько 30 °C.

## Флора
Рясні мусонні дощі призвели до формування пишних дощових лісів, у яких переважають вічнозелені та напіввічнозелені породи дерев, зокрема представники родини діптерокарпових (Dipterocarpaceae), характерні для багатьох тропічних лісів Азії. Серед дерев, що переважають у дощових лісах регіону, слід відзначити смоляне дерево (Dipterocarpus alatus), дерево гурджун (Dipterocarpus turbinatus), туполистий діптерокарпус (Dipterocarpus obtusifolius), стрункий діптерокарпус (Dipterocarpus gracilis), голу анісоптеру (Anisoptera scaphula), духмяну хопею (Hopea odorata) та зірчасту парашорею (Parashorea stellata). Також в лісах екорегіону ростуть чашечкові лагерстромії (Lagerstroemia calyculata), пишноцвіті лагерстромії (Lagerstroemia floribunda), гарні лагерстромії (Lagerstroemia speciosa), бірманські махагоні (Pentace burmanica) та пишноцвіті свайнтонії (Swintonia floribunda). В підліску діптерокарпових лісів поширені ротангові пальми (Calamus spp.) та бамбуки Neohouzeaua helferi.
У південній частині екорегіону, в басейні Великого Тенассеріму, зустрічаються прісноводні та солонуватоводні затоплювані ліси, в яких переважають різні види еритьєри (Heritiera spp.). У прісноводних заболочених лісах також поширені тихоокеанські клени (Aglaia cucullata), дерева гурджун (Dipterocarpus turbinatus), борнейські тики (Intsia bijuga), трилисті комбретуми (Combretum trifoliatum) та прісноводні мангри (Barringtonia acutangula), а на солонуватих болотах — дрібноцвіті бругієри (Bruguiera parviflora), малаккські аквіларії (Aquilaria malaccensis), соннератії Гріффіта (Sonneratia griffithii) та іріпові цинометри (Cynometra iripa). В дельті Великого Тенассеріму поширені великі масиви мішаних чагарників та невисоких лісів, відомих як кен-б'яук. Основу цих лісів складають вологолюбні елеокарпуси (Elaeocarpus hygrophilus), дерева пунспар (Calophyllum polyanthum), блискучі ліцеї (Litsea nitida), бірманська хурма (Diospyros burmanica) та різні види євгеній (Eugenia spp.).

## Фауна
Фауна екорегіону вирізняється високим біорізноманіттям, хоча рівень ендемізму в регіоні не дуже високий. Прибережні дощові ліси М'янми характеризуються високим різноманіттям фауни передусім завдяки своїй пишній рослинності, широкому діапазону природних середовищ (від мангрових заростей до гір), а також завдяки географічному положенню на перетині між Зондським, Індокитайським та Індійським субрегіонами.
Серед рідкісних ссавців, поширених в екорегіоні, слід відзначити індійського слона (Elephas maximus indicus), гаура (Bos gaurus), індійського замбара (Rusa unicolor), чепрачного тапіра (Tapirus indicus), макаку-крабоїда (Macaca fascicularis), білорукого гібона (Hylobates lar), темного лутунга (Trachypithecus obscurus), індокитайського тигра (Panthera tigris corbetti), індокитайського леопарда (Panthera pardus delacouri), димчасту пантеру (Neofelis nebulosa), золотисту котопуму (Catopuma temminckii), гірського куона (Cuon alpinus), малайського ведмедя (Helarctos malayanus) та ендемічного бірманського гіпсуга (Hypsugo lophurus). Раніше в регіоні зустрічалися північні суматранські носороги (Dicerorhinus sumatrensis lasiotis), однак останній представник цього підвиду у М'янмі був вбитий у 1984 році.
В межах екорегіону зустрічається понад 350 видів птахів. Серед поширених в екорегіоні птахів слід відзначити сірого віялохвоста (Polyplectron bicalcaratum), зеленоногу куріпку (Tropicoperdix chloropus), смугастодзьобого калао (Rhyticeros undulatus), дворогого гомрая (Buceros bicornis), двобарвного пінона (Ducula bicolor), індокитайського вінаго (Treron curvirostra), таїландську сову (Strix seloputo), малазійського пугача-рибоїда (Ketupa ketupu), рожевоголового папугу (Psittacula roseata), індійського кориліса (Loriculus vernalis), кармінововолу нектаринку (Leptocoma calcostetha), малого личинкоїда (Pericrocotus cinnamomeus), бірманського бюльбюля (Pycnonotus blanfordi) та майже ендемічного блідоокого бюльбюля (Pycnonotus davisoni).

## Збереження
Оцінка 2017 року показала, що 3534 км², або 6 % екорегіону, є заповідними територіями. Ще близько 50 % території екорегіону вкриті лісами, однак перебувають поза межами заповідників. Природоохоронні території включають: Природний заповідник Келатха, Природний заповідник К'яїкхтіо та Природний заповідник водно-болотних угідь Моеюнгюї.